# Интимные отношения

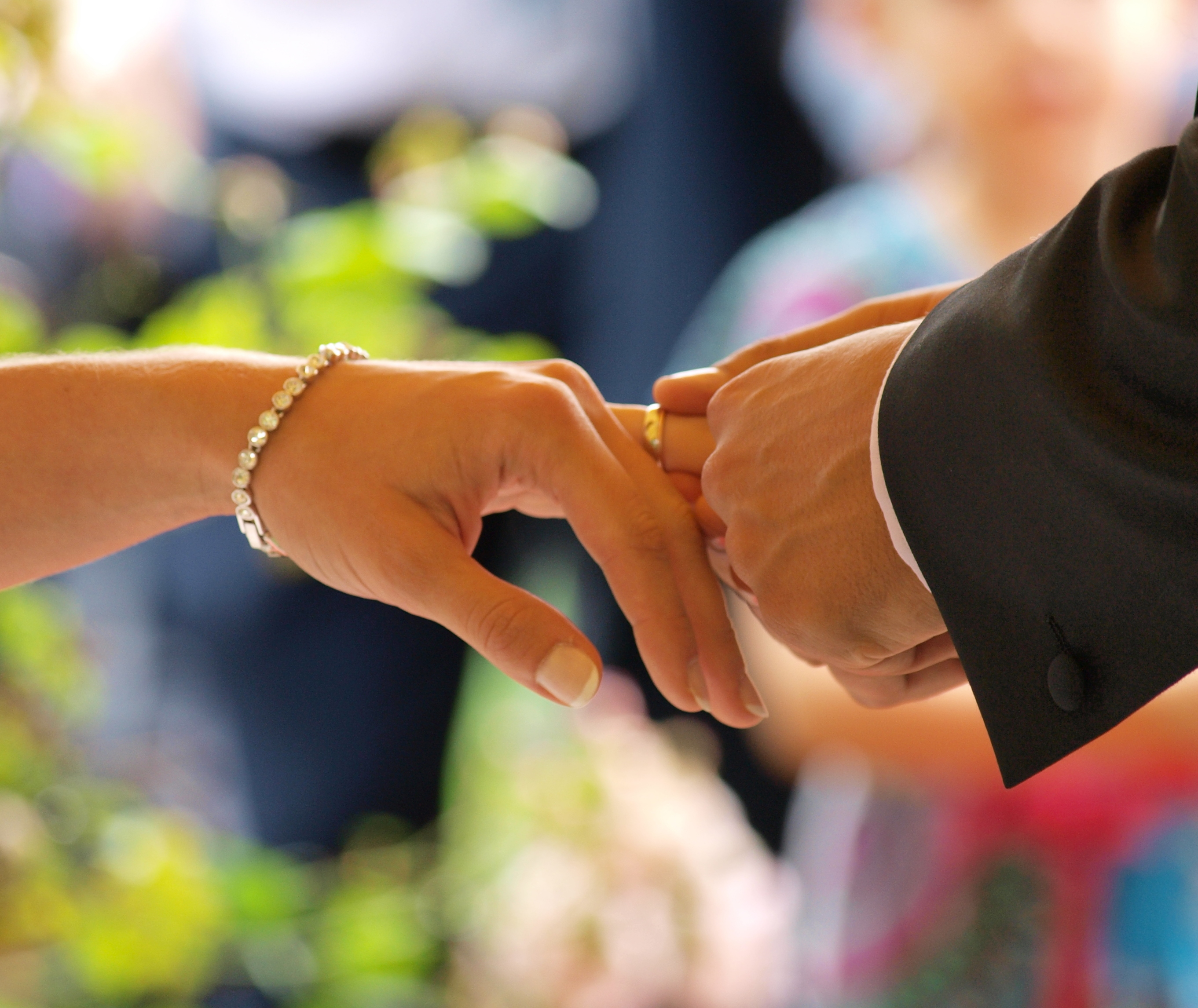
Интимные и романтические отношения часто переходят в брак.

Инти́мными отноше́ниями в общем случае называют глубоко личные и скрытые от посторонних глаз отношения между очень близкими людьми. В обычном разговорном смысле интимные отношения — это прежде всего половые отношения (секс). (В частности, «Словарь русских синонимов» приводит словосочетание «интимные отношения» как синоним к «половым отношениям».)
К примеру, хотя и по-английски тоже под интимными отношениями обычно понимаются половые отношения (секс), отношения между различными членами семьи, между друзьями и знакомыми также могут быть охарактеризованы как intimate (интимные, близкие).
Согласно англоязычной книге «Консультирование людей через всю их жизнь» (англ. Counseling Individuals Through the Lifespan), «интимные отношения (англ. intimate relationship) — это межличностные отношения, отличающиеся физической или эмоциональной близостью (англ. physical or emotional intimacy). Под физической близостью [здесь] понимается страстная романтическая привязанность или половые отношения». Эмоциональная же близость — это чувство любви или симпатии. Причём надо заметить, что эмоциональная близость тоже в итоге может повлечь за собой физическую.
Подобные отношения играют центральную роль в жизни человечества в целом. Люди имеют общее стремление ощущать свою «принадлежность» (к группе) и любить, и это желание может быть удовлетворено посредством вступления в интимные (близкие) отношения. Можно также сказать, что через интимные (близкие) отношения люди имеют возможность сформировать чувство сильной эмоциональной привязанности и наслаждаться им.

## Теория треугольника
По мнению Роберта Дж. Штернберга, профессора развития человеческого потенциала (Корнеллский университет),

Интимность (англ. intimacy) — это ощущение близости, привязанности и единения в любовных отношениях. Это слово используется, чтобы описать ощущение тепла в любовных отношениях.

Согласно разработанной им «треугольной теории любви», для возникновения/существования любовных/интимных отношений необходимы три условия:
интимностьощущение близости, привязанности и единения в любовных отношениях.
страстьсоздаёт физическое притяжение, устойчивую половую притягательность и вводит в психологическое состояние, при котором человек готов демонстрировать свои романтические чувства и готов обольщать и быть обольщённым;
решение и принятие обязательствпродолжать любить и сохранить эту свою любовь путём поддержания с предметом своей любви долгосрочных близких отношений. При этом второе (принятие обязательств, или чувство преданности партнёру) может не иметь места, то есть человек может признать свою любовь и принять решение продолжить любить, но при этом не чувствовать необходимости брать на себя долгосрочные обязательства.